# Angular
Angular (noto anche come Angular 2) è un framework open source per lo sviluppo di Single-page application con licenza MIT, evoluzione di AngularJS. Sviluppato principalmente da Google, la sua prima release è avvenuta il 14 settembre 2016.

## Caratteristiche

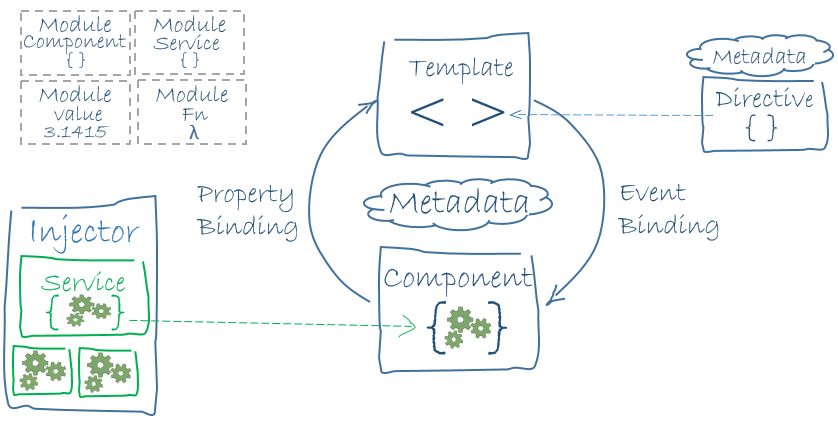
Architettura di un'applicazione fatta con Angular

Angular è stato concepito da Google come riscrittura da zero di AngularJS, risultando in un prodotto completamente diverso e non compatibile. A differenza di AngularJS, che supporta solo il linguaggio JavaScript, Angular è scritto in TypeScript.
Le applicazioni sviluppate in Angular sono Single-page application, pertanto vengono eseguite interamente dal web browser dopo essere state scaricate dal web server. Angular mantiene la compatibilità con tutti i principali web browser moderni, come Chrome, Microsoft Edge, Opera, Firefox, Safari ed altri.

### Architettura a componenti
Angular utilizza un'architettura basata sui componenti che permette agli sviluppatori di costruire interfacce e parti di interfaccia modulari e riutilizzabili.
Ciascun componente incapsula il proprio HTML, CSS e TypeScript, rendendo possibile gestire e testare in maniera indipendente le singole parti di un'applicazione.
Ogni componente è composto da:
- un file TypeScript contenente una classe che definisce la logica di funzionamento;
- un file HTML che specifica il template (ovvero quello che viene visualizzato sulla pagina);
- un selettore, che serve a definire il nome con cui questo componente viene incluso in altri componenti;
- opzionalmente, un file CSS che definisce lo stile specifico per quel componente.

Angular supporta la definizione di template, stili e logica in un singolo file TypeScript (single file component).

### Data binding
Angular support il two-way data binding, ovvero la possibilità di mantenere sincronizzato il valore sottostante di un dato e la sua rappresentazione nell'interfaccia grafica. Il framework fornisce delle primitive per garantire che una variazione del dato sottostante venga immediatamente riportata sull'interfaccia, o che un'interazione da parte dell'utente venga riportata sul dato sottostante, ad esempio nel caso di form html.

### Dependency injection
Angular incorpora un sistema di Dependency injection che permette di gestire e iniettare facilmente le dipendenze dei componenti, promuovendo la modularità delle applicazioni e facilitando il testing.

### Direttive
Angular estende l'HTML attraverso le direttive, attributi HTML aggiuntivi che permettono di modificare il comportamento o l'aspetto degli elementi del DOM.

### Routing
Angular include un router che permette agli sviluppatori di definire e gestire gli stati delle applicazioni e i percorsi di navigazione, rendendo possibile costruire single page applications con strutture ad albero complesse.

### Angular CLI
Il progetto Angular include la Angular CLI (command line interface), uno strumento da linea di comando che facilita la creazione e lo sviluppo di applicazioni Angular. Per esempio:
- il comando ng new permette di creare una nuova applicazione Angular;
- il comando ng generate permette di generare scheletri per i vari componenti di cui è composta un'applicazione:
- il comando ng serve permette di avviare l'applicazione per lo sviluppo locale.

## Storia
Angular nasce come riscrittura totale di AngularJS da parte di Google. È stato annunciato alla ng-Europe Conference del 22-23 ottobre 2014. La prima versione stabile è stata rilasciata il 14 settembre 2016, dopo una versione in anteprima per gli sviluppatori (aprile 2015), una versione beta (dicembre 2014) ed una release candidate (maggio 2016).
Dalla versione 9 in poi il motore di rendering di default è Ivy, ed è deprecato il predecessore View Engine. View Engine è stato poi rimosso completamente con la versione 13.

### Nome
Inizialmente ci si riferiva ad Angular come "Angular 2", essendo di fatto l'evoluzione di Angular 1.0 (comunemente noto come AngularJS). L'adozione da parte del team di sviluppo del versionamento semantico ha però spinto Google a standardizzare "AngularJS" come nome per tutte le versioni precedenti alle 2, e Angular per quelle dalla 2 in poi, in modo da distinguere nettamente e da rimuovere qualsiasi ambiguità tra la versione originale e la riscrittura.

### Versioni
| Versione    | Data di pubblicazione | Caratteristiche principali | Note                            |
| ----------- | --------------------- | --- | ------------------------------- |
| Angular 2   | 14 settembre 2016     | Release iniziale. |                                 |
| Angular 4   | 23 marzo 2017         | Aggiunto il comando ng update | Retrocompatibile con Angular 2. |
| Angular 4.3 | 18 luglio 2017        | Introdotto l'HttpClient. |                                 |
| Angular 5   | 1 novembre 2017       | Supporto per le Progressive Web App. |                                 |
| Angular 6   | 4 maggio 2018         | Supporto sperimentale per gli elementi html custom. |                                 |
| Angular 7   | 18 ottobre 2018       | Aggiornamenti ad Angular Material e al CDK, migliorate le performance dell'applicazione compilata.                                                        |                                 |
| Angular 8   | 28 maggio 2019        | Anteprima di Angular Ivy, caricamento differenziale per il codice dell'applicazione, import dinamici delle rotte, web worker, supporto di TypeScript 3.4. |                                 |
| Angular 9   | 6 febbraio 2020       | Compilazione AOT con motore Ivy abilitata di default. |                                 |
| Angular 10  | 24 giugno 2020        | Nuovo componente per la selezione degli intervalli di date (Date Range Picker) nella libreria Material UI.                                                |                                 |
| Angular 11  | 11 novembre 2020      | Supporto sperimentale a Webpack 5. |                                 |
| Angular 12  | 12 maggio 2021        | Deprecato il supporto per Internet Explorer 11. |                                 |
| Angular 13  | 4 novembre 2021       | Rimosso il motore di rendering deprecato View Engine. |                                 |
| Angular 14  | 2 giugno 2022         | Form tipizzati, componenti standalone, nuove primitive per l'Angular CDK (component developer kit).                                                       |                                 |
| Angular 15  | 18 novembre 2022      | Componenti standalone, directive composition. |                                 |
| Angular 16  | 3 maggio 2023         | Partial hydration per il server side rendering (Angular Universal), supporto sperimentale ai test Jet, sistema di sviluppo locale basato su Esbuild.      |                                 |
| Angular 17  | 8 novembre 2023       | Nuovo build system, nuova sintassi per il controllo di flusso nei template, nuovo sito per i tutorial e la documentazione.                                |                                 |
| Angular 18  | 22 maggio 2024        | Zoneless change detection sperimentale e miglioramenti del server side rendering.                                                                         |                                 |
| Angular 19  | 19 novembre 2024      | Le direttive, i componenti e le pipe sono diventate standalone di default.                                                                                |                                 |

### Supporto e pianificazione delle versioni
Tutte le versioni major sono supportate per 18 mesi. Questi 18 mesi consistono in 6 mesi di supporto attivo, durante i quali vengono effettuati aggiornamenti regolari, e in 12 mesi di supporto a lungo termine (LTS), durante i quali vengono effettuati solo gli aggiornamenti critici e di sicurezza.
In generale una nuova major viene pubblicata circa ogni 6 mesi, e per ogni major vengono pubblicate da 1 a 3 versioni minor.

## Esempi

### Componente
Di seguito un componente Counter che permette di visualizzare un contatore e di agire sul suo stato. Il componente e definito in tre file diversi: counter.ts, counter.html, counter.css.
```
// File: counter.ts

import
 
{
 
Component
,
 
signal
 
}
 
from
 
'@angular/core'
;

import
 
{
 
CommonModule
 
}
 
from
 
'@angular/common'
;

@Component
({

  
selector
:
 
'app-counter'
,

  
standalone
:
 
true
,

  
imports
:
 
[
CommonModule
],

  
templateUrl
:
 
'./counter.html'
,

  
styleUrl
:
 
'./counter.css'

})

export
 
class
 
Counter
 
{

  
count
 
=
 
signal
(
0
);

  
increment
()
 
{

    
this
.
count
.
update
(
c
 
=>
 
c
 
+
 
1
);

  
}

  
decrement
()
 
{

    
this
.
count
.
update
(
c
 
=>
 
c
 
-
 
1
);

  
}

}

// File: counter.html

<
div
 
class
=
"counter-container"
>

  
<
h2
>
Counter
:
 
{{
 
count
()
 
}}
<
/h2>

  
<
div
 
class
=
"button-container"
>

    
<
button
 
(
click
)
=
"increment()"
>+<
/button>

    
<
button
 
(
click
)
=
"decrement()"
>-<
/button>

  
<
/div>

<
/div>

// File: counter.css

.
counter
-
container
 
{

  
font
-
family
:
 
Arial
,
 
sans
-
serif
;

  
text
-
align
:
 
center
;

  
margin
:
 
20px
;

}

.
button
-
container
 
{

  
margin
-
top
:
 
10px
;

}

button
 
{

  
font
-
size
:
 
18px
;

  
margin
:
 
0
 
5
px
;

  
padding
:
 
5px
 
10
px
;

  
cursor
:
 
pointer
;

}

```

### Single file component
Lo stesso componente in versione single file è riportato di seguito:
```
// File: counter.ts

import
 
{
 
Component
 
}
 
from
 
'@angular/core'
;

@Component
({

  
selector
:
 
'app-counter'
,

  
template
:
 
`

    <div class="counter-container">

      <h2>Counter: {{ count() }}</h2>

      <div class="button-container">

        <button (click)="increment()">+</button>

        <button (click)="decrement()">-</button>

      </div>

    </div>

  `
,

  
styles
:
 
[
`

    .counter-container {

      font-family: Arial, sans-serif;

      text-align: center;

      margin: 20px;

    }

    .button-container {

      margin-top: 10px;

    }

    button {

      font-size: 18px;

      margin: 0 5px;

      padding: 5px 10px;

      cursor: pointer;

    }

  `
]

})

export
 
class
 
Counter
 
{

  
count
 
=
 
signal
(
0
);

  
increment
()
 
{

    
this
.
count
.
update
(
c
 
=>
 
c
 
+
 
1
);

  
}

  
decrement
()
 
{

    
this
.
count
.
update
(
c
 
=>
 
c
 
-
 
1
);

  
}

}

```

In un file html di un altro component, a questo punto, è possibile incorporare il componente dichiarato precedentemente inserendo nel template il selettore del componente: 
```
<
app-counter
></
app-counter
>

```